# Întoarcere la dragostea dintîi...
Întoarcere la dragostea dintîi..., menționat și Întoarcere la dragostea dintîi, este un film românesc din 1981 regizat de Mircea Mureșan. Rolurile principale au fost interpretate de actorii Rodica Mureșan, Costel Constantin și Radu Beligan.

## Rezumat
Tânărul diplomat Petre Munteanu revine în țară după o îndelungată absență legată de îndeplinirea misiunii sale în străinătate. Treptat, el se reintegrează in climatul specific al spațiului românesc prin reluarea legăturilor cu oamenii cunoscuți și apropiați: părinții, fosta proprietăreasă, prima iubită, foștii colegi de școală.

## Distribuție
Distribuția filmului este alcătuită din:
- Rodica Mureșan — Ana Irimescu, medic anestezist la Spitalul Fundeni, fiica unei săsoaice din Brașov, fosta iubită a lui Petre Munteanu
- Costel Constantin — Petre Munteanu, economist specializat în comerț exterior, funcționar la Agenția Comercială a României de la Rio de Janeiro
- Radu Beligan — Bucur Munteanu, fratele cel mai mare al lui Petre, director general al Fructexport Romania
- Ion Hidișan — Ion Munteanu, fratele mai mare al lui Petre, care a rămas cioban în satul natal
- Toma Dimitriu — Ion Munteanu, tatăl bătrân al lui Petre
- Horea Popescu — Iancu Avram, inginer mecanic la Baia Sprie, fost coleg de liceu al lui Petre Munteanu
- Ioana Bulcă — Reli, soția lui Bucur
- Jorj Voicu — Titi Blezu, inginer agronom, director al IAS Zalău, fost coleg de liceu al lui Petre Munteanu
- Constantin Stănescu — Manea Manițiu, soțul Stanei și cumnatul lui Petre, secretarul comitetului comunal de partid și primarul comunei
- Geta Grapă — „Mutter”, săsoaica văduvă care se îngrijește de gospodăria bătrânului Munteanu
- Nicu Constantin — portarul companiei Fructexport Romania
- Diana Cheregi
- Daniel Tomescu
- Mariana Strasser
- Eugenia Barcan
- Livia Baba — Lița Dobra, fosta gazdă bucureșteană a lui Petre Munteanu
- Nicolae Dide
- Marietta Erdős
- Avram Besoiu
- Gheorghe Dițu
- Mircea Hîndoreanu
- Dan Turbatu
- Mircea Bîrlea
- Anda Iacob
- Rodica Turbatu
- Alexandru Bălan
- Nicolae Călugărița
- Anemarie Schunn
- Ion Mihail

## Primire
Filmul a fost vizionat de 1.561.187 spectatori în cinematografele din România, după cum atestă o situație a numărului de spectatori înregistrat de filmele românești de la data premierei și până la data de 31 decembrie 2014 alcătuită de Centrul Național al Cinematografiei.